# 앨리미 밸러드
알리미 밸러드(Alimi Ballard, 영어 발음: /ˌɑːlɪˈmiː/, 1977년 10월 17일 ~ )는 미국의 배우이다.

## 출연 작품
- 더 캐치 (2016)
- 콜 미 킹 (2015)
- 분노의 질주: 언리미티드 (2011)
- 넘버스 시즌1 (2005)
- 리틀 리차드 (2000)
- 다크 엔젤 (2000)
- 맨 오브 오너 (2000)
- 다크 엔젤 - TV 시리즈 (2000)
- 딥 임팩트 (1998)
- 사브리나 - TV 시리즈 (1996)